# U-Bahn-Station Stadion
Die Station Stadion der U-Bahn-Linie U2 im 2. Wiener Gemeindebezirk, Leopoldstadt, wurde in Hochlage errichtet. Sie befindet sich im Bereich der Kreuzung Vorgartenstraße / Meiereistraße. Namensgeber sind das Ernst-Happel-Stadion und das Ferry-Dusika-Hallenstadion, beide in der Nähe der Station.
Die Station wurde am 10. Mai 2008 mit der Eröffnung des zweiten Teilstücks der U2 zwischen Schottenring und Stadion in Betrieb genommen. Sie ist als dreigleisige Hochstation mit zwei symmetrischen Mittelbahnsteigen und Abgängen an beiden Enden ausgeführt. Um die Fahrgastströme besser kanalisieren zu können, stehen für Großveranstaltungen pro Bahnsteig vier zusätzliche Abgänge zur Verfügung.
Durch das Zusatzgleis wird es möglich, problemlos Verstärkerzüge einzusetzen und den Tausenden Stadionbesuchern das Aus- und Einsteigen so leicht wie möglich zu machen. Das Konzept für die Station wurde von den Wiener Linien gemeinsam mit dem Österreichischen Institut für Schul- und Sportstättenbau (ÖISS) entwickelt.
Ein Aufnahmsgebäude befindet sich seitlich der Vorgartenstraße auf der Höhe der Dr.-Natterer-Gasse, das Hauptaufnahmsgebäude führt auf die Meiereistraße und dient als Zugang zu den nahe gelegenen Sportstätten.
In unmittelbarer Nähe befinden sich das Ernst-Happel-Stadion, das Ferry-Dusika-Hallenstadion sowie das Einkaufszentrum Stadion Center. Während der Fußball-Europameisterschaft 2008 sorgte erstmals in Wien ein – auch für andere Großveranstaltungen vorgesehenes – Steuerungssystem dafür, dass immer nur so viele Fahrgäste auf die Bahnsteige gelangten, wie in den nächsten U-Bahn-Zug passten.
Die Straßenbahn-Linie 21, die früher parallel zur heutigen Trassenführung der U2 auf einem eigenen Gleiskörper in der Engerthstraße zum Stadion verkehrte, wurde im Zuge der Verlängerung der U2 aufgelassen. Auf diesem Gleiskörper wurden bei Veranstaltungen in den nahe gelegenen Stadien auch andere Straßenbahnlinien im Rahmen des so genannten „Stadionverkehrs“ geführt.
Am benachbarten Busterminal Vienna halten internationale Fernbuslinien sowie der Flughafenbus.
Die Verlängerung der Straßenbahnlinie 18 ab der U-Bahn Station Schlachthausgasse über Praterstern zum Handelskai ist in Bau und soll im Herbst 2026 eröffnet werden.

## Bilder

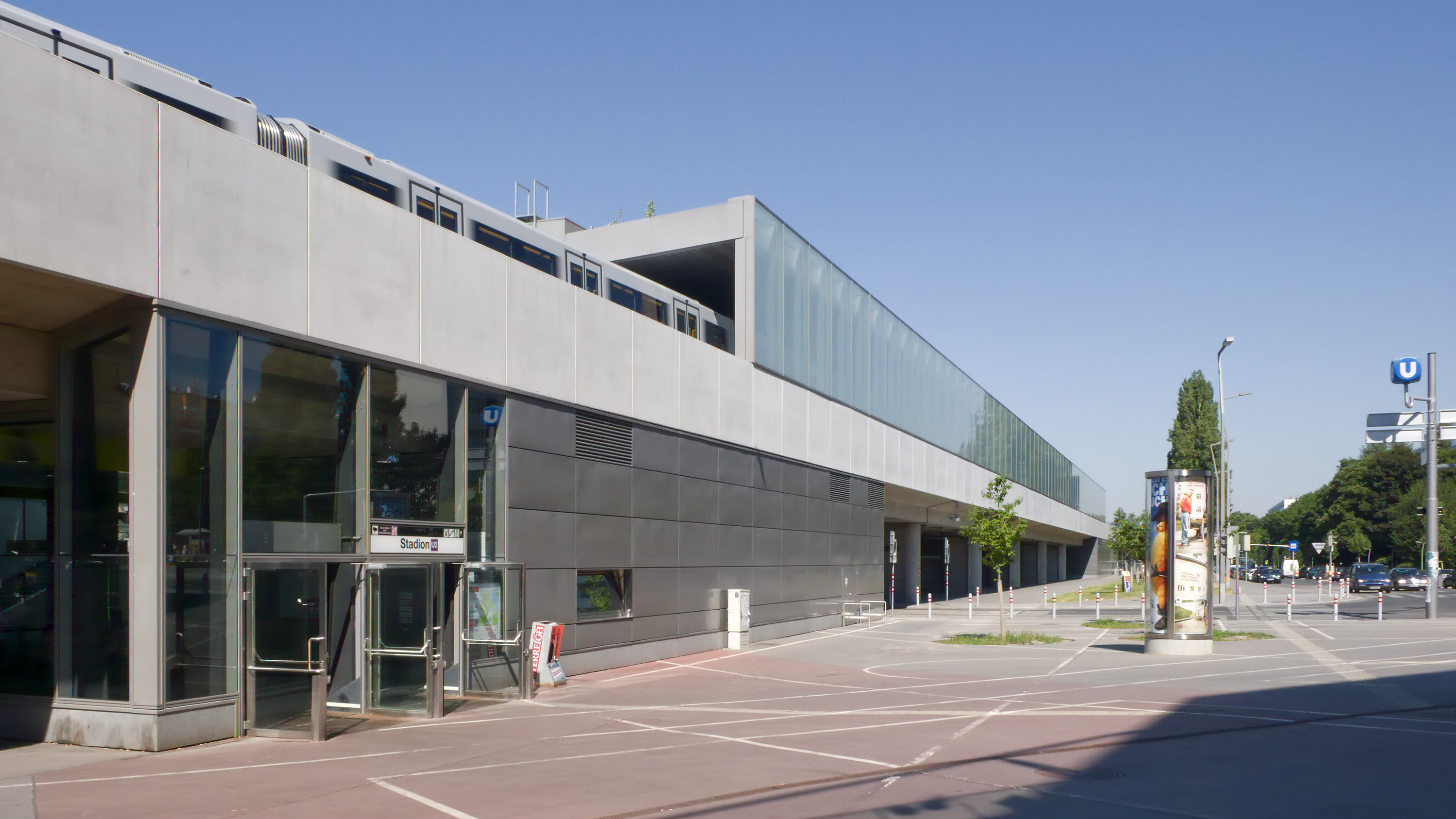
Aufnahmsgebäude, Nordseite
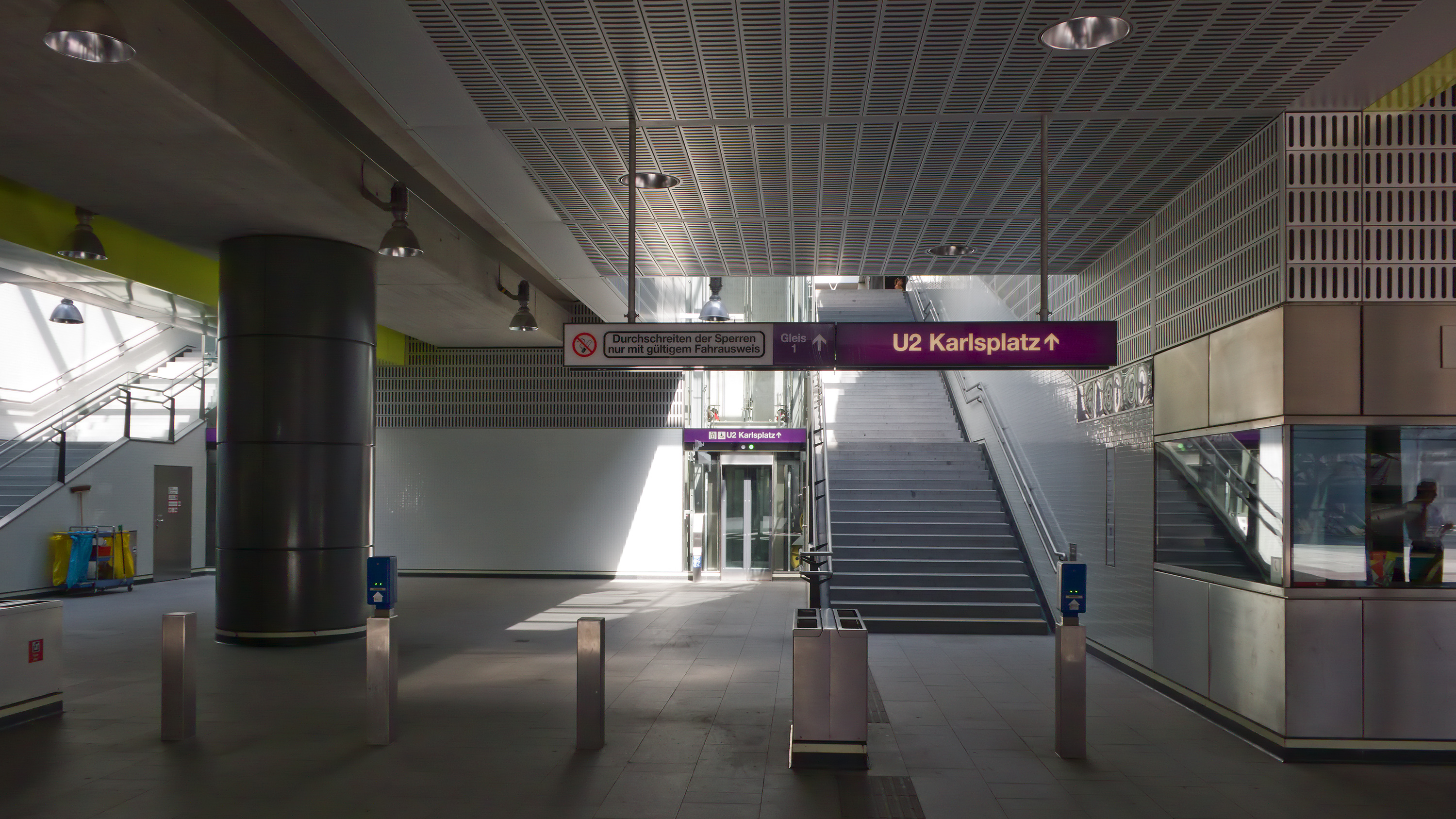
Aufnahmsgebäude, Ostteil
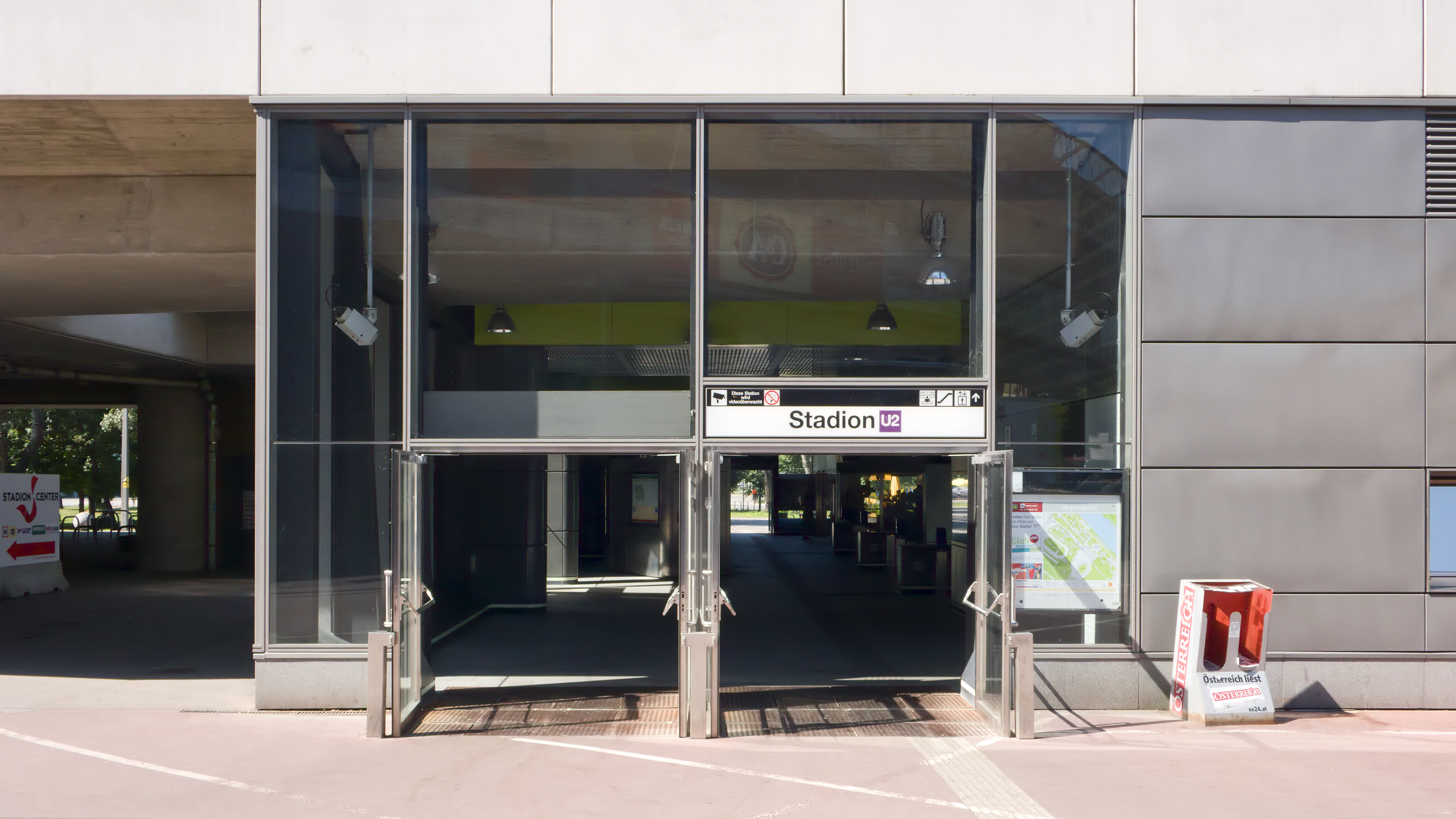
Ostteil, Eingang Olympiaplatz
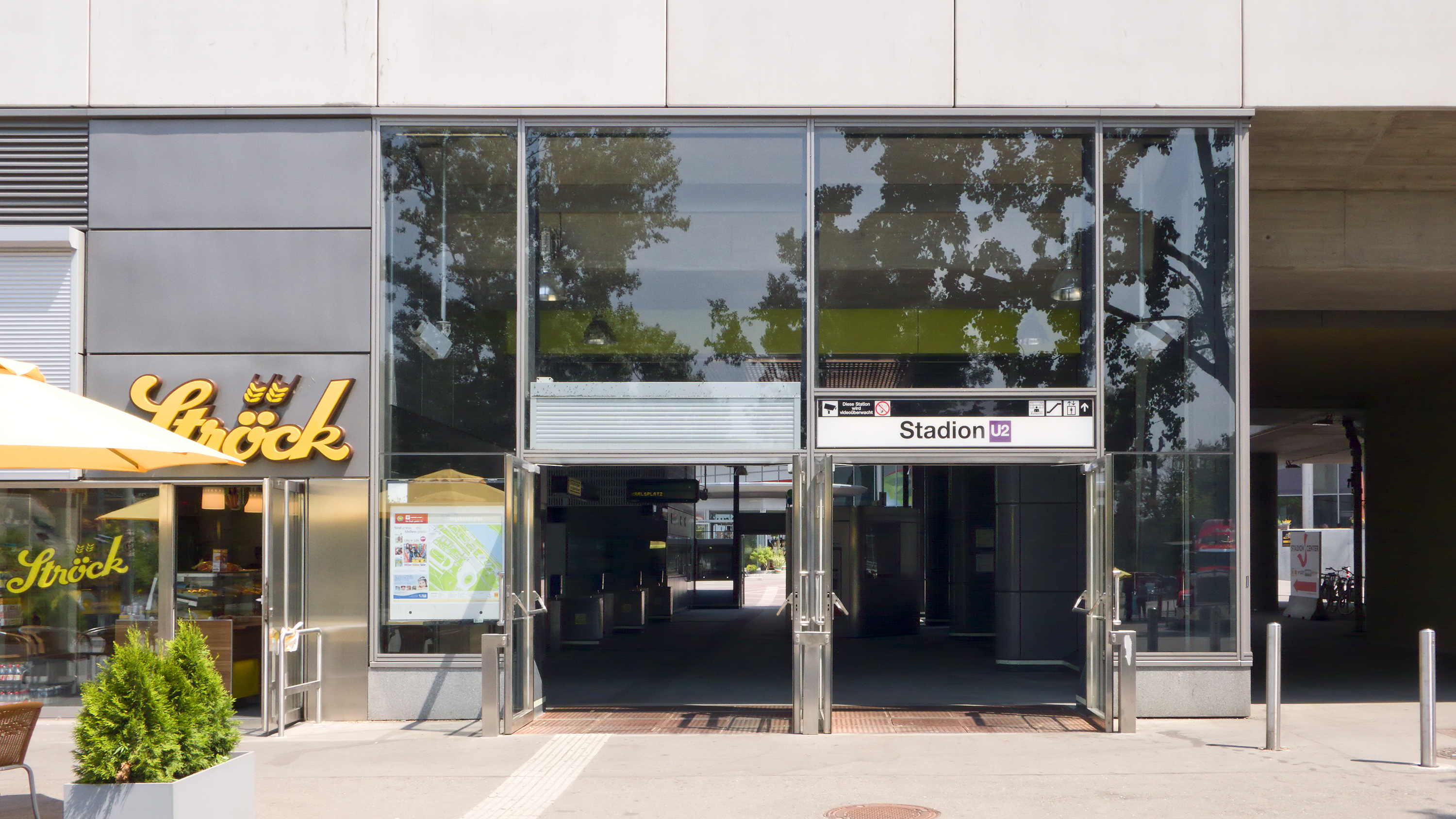
Ostteil, Eingang Stadion
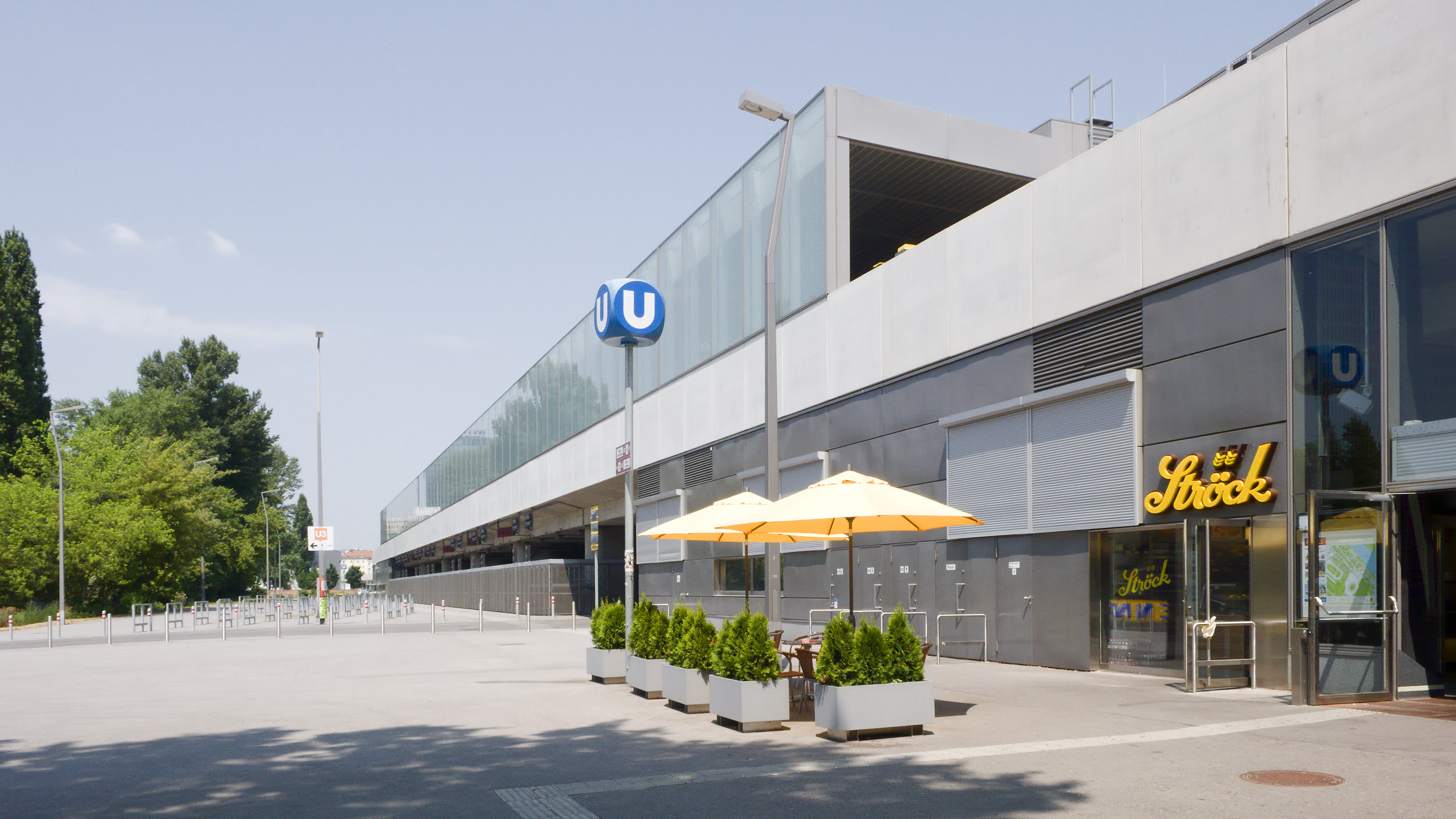
Aufnahmsgebäude, Südseite
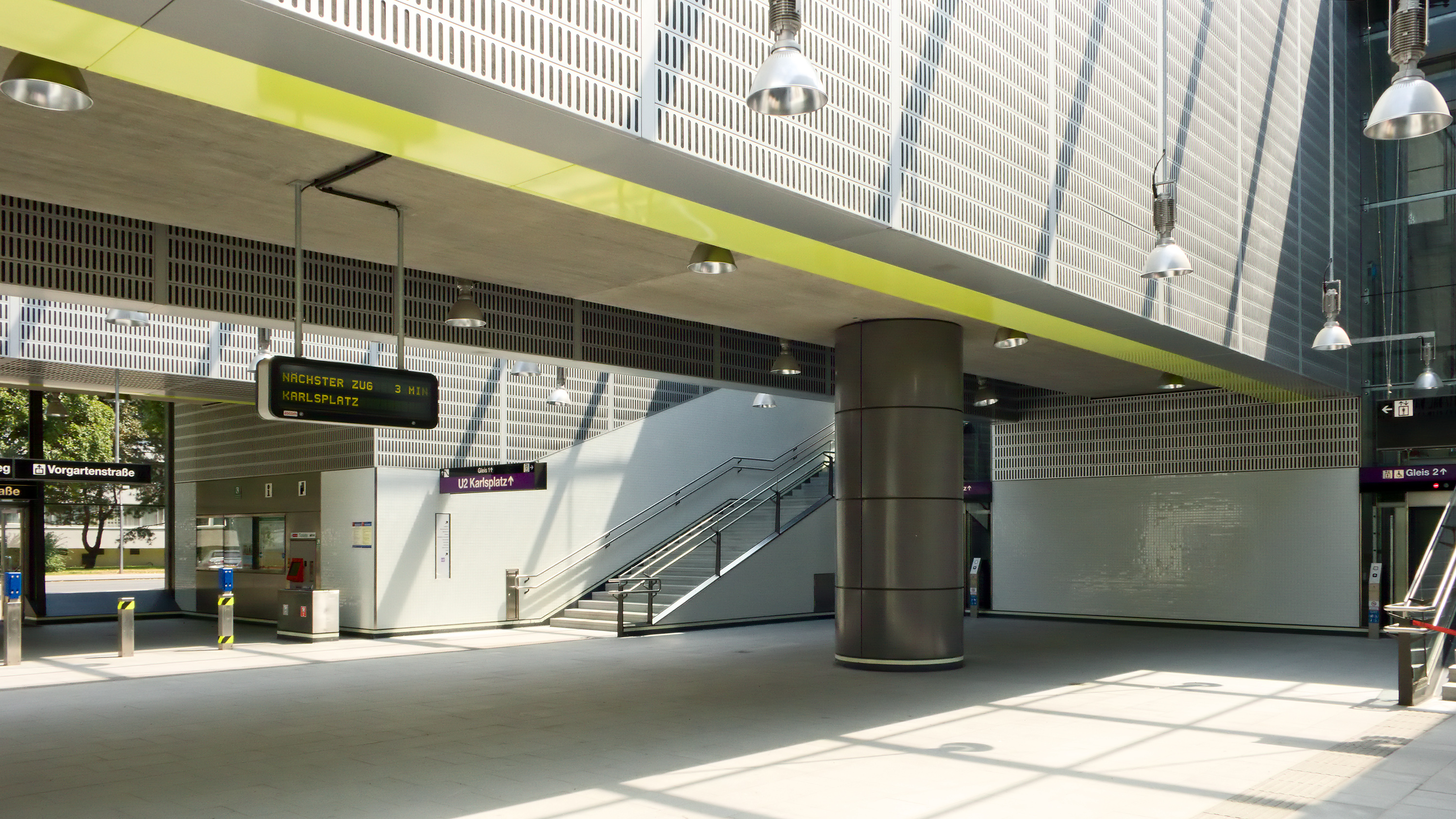
Aufnahmsgebäude, Westteil
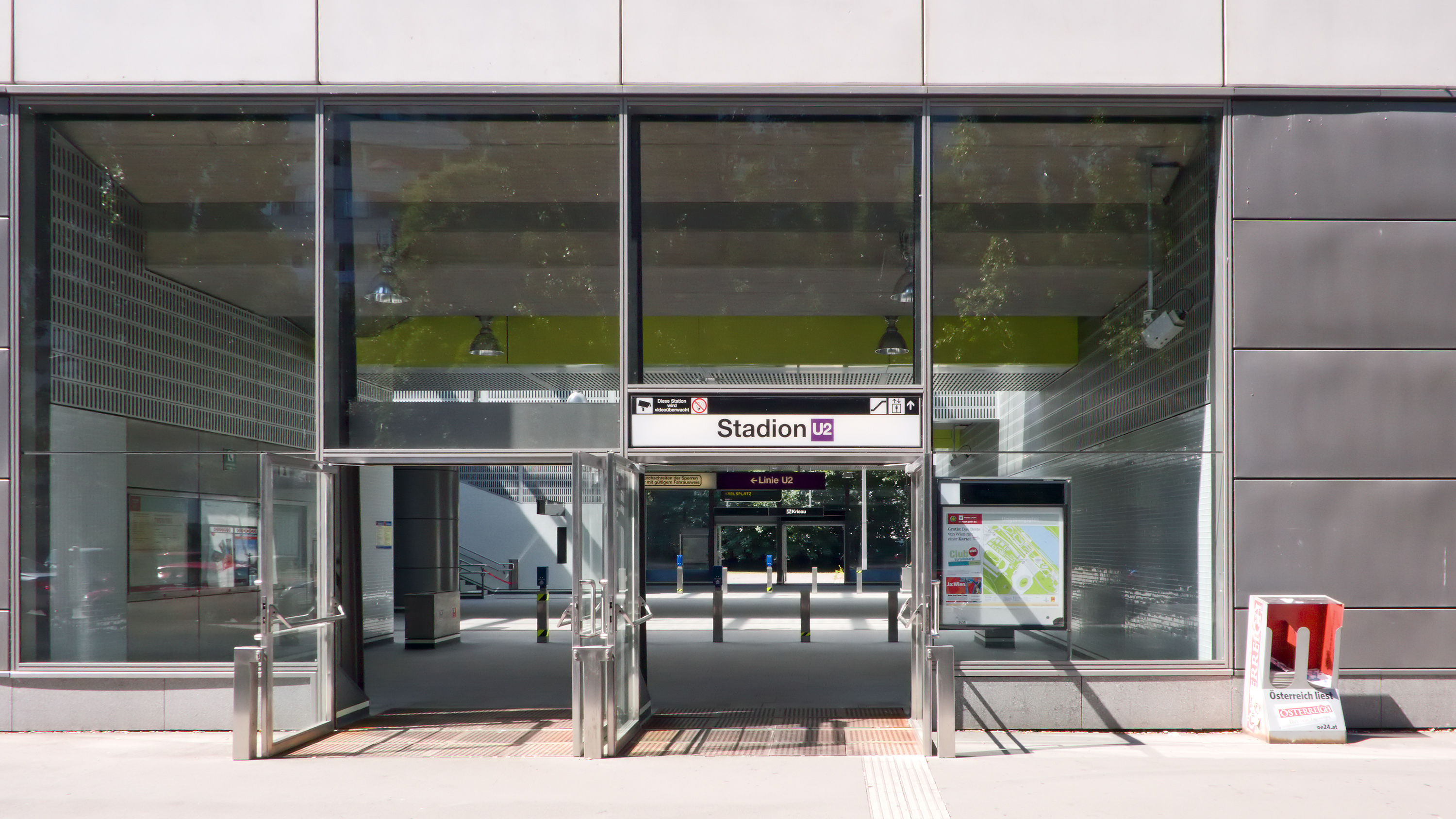
Westteil, Eingang Vorgartenstraße
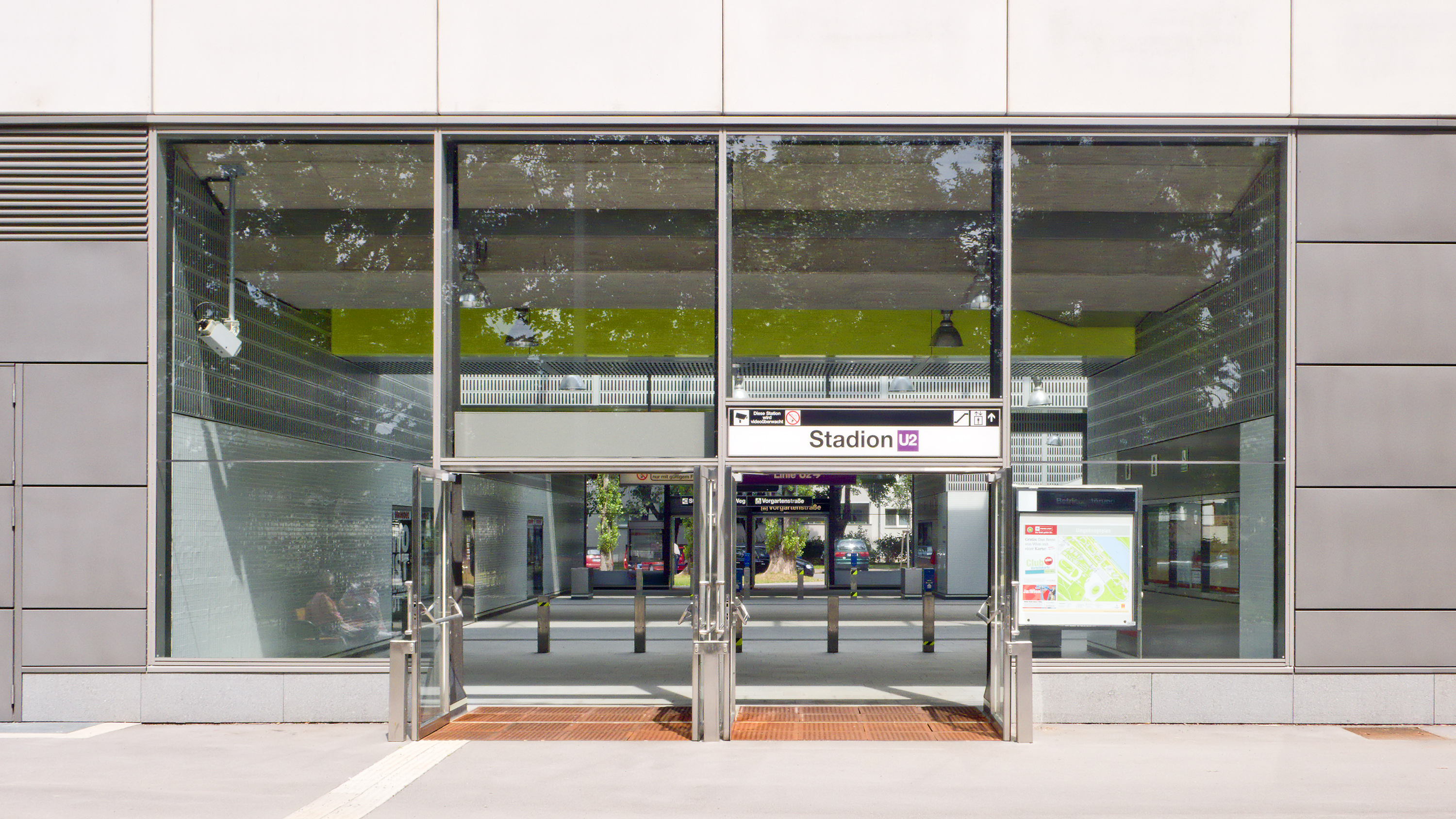
Westteil, Eingang Krieau
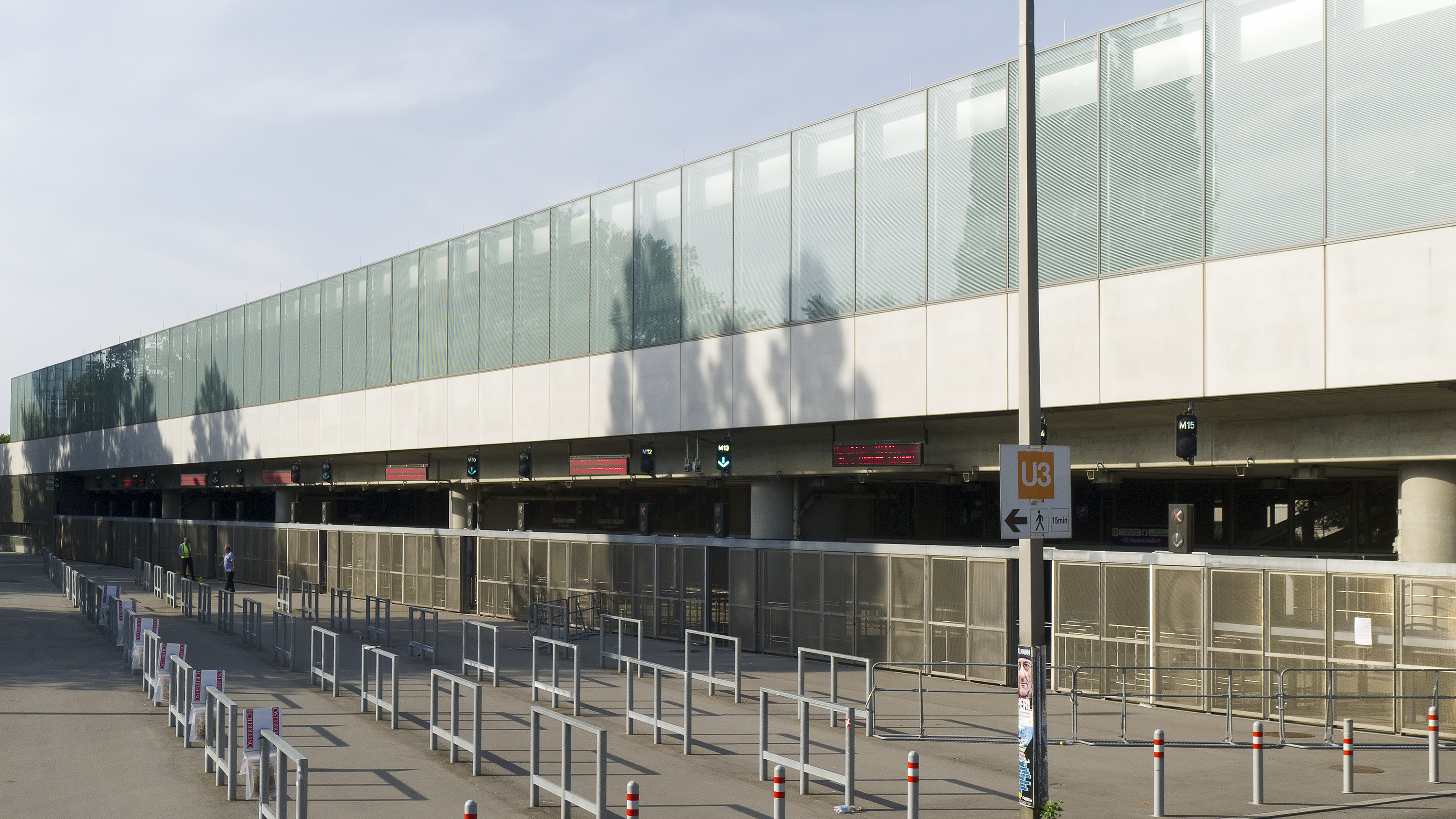
Veranstaltungs-Eingang (offen)
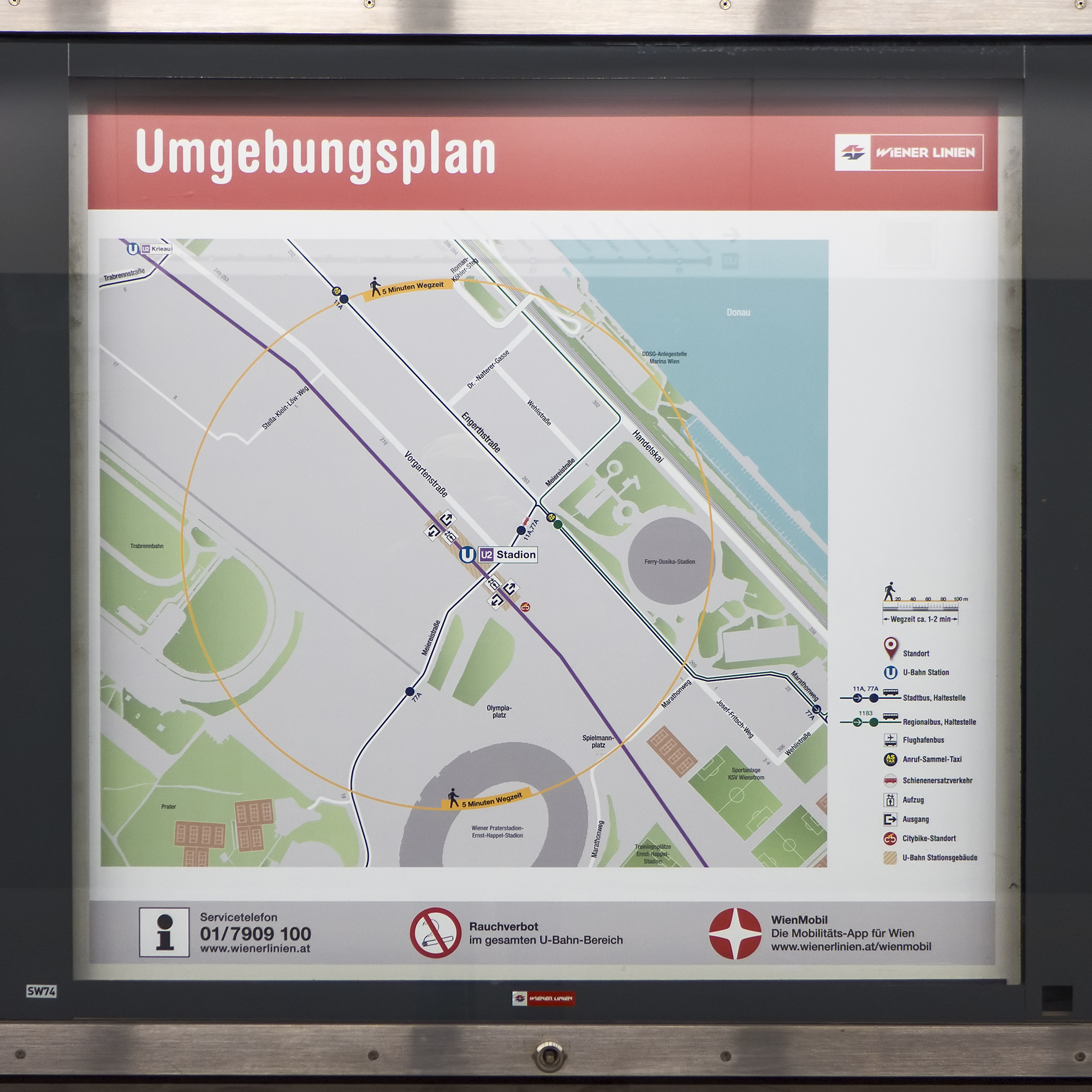
Umgebungsplan